# Signe d'Auspitz
Le signe d'Auspitz est la manifestation épidermique étudiée par le dermatologue Heinrich Auspitz résultante d'un grattage des plaques de psoriasis.

## Description

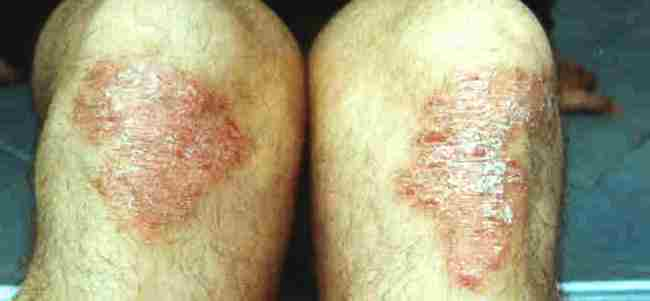
Signe d'Auspitz sur des lésions psoriasiques au niveau des genoux.

Le psoriasis a non seulement un effet inesthétique handicapant le sujet dans sa vie quotidienne, mais peut s'avérer particulièrement désagréable également par le biais de démangeaisons intenses. Le grattage des lésions psoriasiques entraîne des piquetés hémorragiques dénommés signe d'Auspitz ou signe de la rosée sanglante étudié par le dermatologue  Heinrich Auspitz.
Le grattage du foyer psoriasique entraîne le détachement de squames normalement sous forme de pellicules blanches. Une abrasion plus forte élimine la totalité des squames, mettant au jour une peau mince, luisante et vaguement transparente, correspondant aux dernières couches de l'épiderme, et fait apparaître sur la zone desquamée, des petits points de saignement dénommés signes de la rosée sanglante ou signe d'Auspitz.